# Nina Nilsen
Nina Helen Nilsen-Smith (ur. 4 lutego 1970) – norweska zapaśniczka walcząca w stylu wolnym. Srebrna medalistka mistrzostw świata w 1989. Czwarta na mistrzostwach Europy w 2000. Trzecia na MŚ juniorów w 1988 roku.
Mistrzyni Norwegii w 1989 i 2000 roku.